# Uronarti
Uronarti (nubijsko Uronarti, slovensko »Kraljev otok«, egipčansko Hesef-Iuntiu) je otok na Nilu malo južno od drugega katarakta v sedanjem severnem Sudanu. Otok je bil pomemben predvsem zaradi mogočne straoegipčanske trdnjave, ki še stoji na njegovernem severnem koncu.  Trdnjava je spadala v niz trdnjav ob Nilu v Spodnji Nubiji, zgrajenih v Srednjem kraljestvu (19. stoletje pr. n. št.). Gradila sta jih predvsem faraona Senusret I. in Senusret III. Uronarti in druge trdnjave so bile zgrajene v prvem velikem valu egipčanskega kolonializma. Imele so predvsem gospodarski in vojaški pomen.
Veliko trdnjav, med njimi tudi Buhen, Mirgisa, Šelfak, Askut, Dabenarti, Semna in Kumma, je bilo grajenih na signalizacijski razdalji. Večino trdnjav je v prejšnjem stoletju poplavilo Naserjevo jezero. Uronarti in Šalfak sta ostala nad vodno gladino in nedavno postala zanimiva za nove arheološke raziskave.